# エメ・ジャケ
エメ・ジャケ（Aimé Jacquet、1941年11月27日 - ）は、フランス・ロワール県出身の元サッカー選手、元サッカーフランス代表監督。

## 経歴
選手時代はサンテティエンヌに12年間在籍。リヨンで監督を4年務めた後、ボルドーではリーグアン制覇などクラブに黄金期をもたらした。1993年、ジェラール・ウリエの下でフランス代表のアシスタントコーチを務めていたがアメリカW杯欧州予選で敗退し、本大会出場を逃したのを受けてフランス代表監督に就任。エリック・カントナ、ダヴィド・ジノラやジャン＝ピエール・パパンら当時のスター選手を外すなど、当初はメディアの批判にさらされていた。又彼らに代わって、ジネディーヌ・ジダン、ティエリ・アンリ、リリアン・テュラムなど移民、移民の子、移民の子孫を主力として据えた事から、国粋主義者に脅迫される事になった。フランスの極右政党である国民戦線などは「ラ・マルセイエーズも歌えない連中をフランス代表とは認められない」と罵ったものである。
ジャケはUEFA EURO '96で準決勝進出とまずまずの結果を出したものの、決勝トーナメントでは1点も取れずに終わった。1998年、地元開催のワールドカップ・フランス大会開幕前までレキップ紙などに優勝など無理だと批判されていた。しかし本大会が開幕するとグループリーグを全勝で突破し、決勝トーナメントでは1回戦でパラグアイを延長戦の末、ローラン・ブランのゴールデンゴールで破り、準々決勝で強敵イタリアにPK戦で勝利。準決勝でもクロアチアをテュラムの2ゴールで撃破し、決勝で前回王者ブラジルと対戦することになる。その決勝でジャケがチームのエースに据えたジダンが2ゴールと活躍するなど、圧倒的な試合展開でブラジルを破りフランスにとってはじめてのワールドカップ優勝を果たした。結果として1998年7月12日深夜、パリのシャンゼリゼ通りは「アレ・ラ・フランス（行け！フランス！）」の大合唱となり、あたり一面トリコロールの海となったのは国粋主義者達にとっては皮肉である。
優勝とともに勇退し、以降はフランス・サッカー協会のテクニカルディレクターを務めていた。2006年12月、引退。

## 所属クラブ
- 1961-1973  ASサンテティエンヌ
- 1973-1976  オリンピック・リヨン

## 代表歴

### 試合数
- 国際Aマッチ 2試合 0得点（1968年）[1]

| フランス代表 | 国際Aマッチ | 国際Aマッチ |
| 年           | 出場        | 得点        |
| ------------ | ----------- | ----------- |
| 1968         | 2           | 0           |
| 通算         | 2           | 0           |

## 指導歴
- 1976-1980  オリンピック・リヨン
- 1980-1989  FCボルドー
- 1989-1990  モンペリエHSC
- 1990-1991  ASナンシー
- 1992-2006  フランス代表
  - 1992-1993 コーチ
  - 1993-1998 監督
  - 1998-2006 テクニカルディレクター

## 獲得タイトル

### 選手時代
ASサンテティエンヌ
- ディヴィジオン・アン : 1963-64, 1966-67, 1967-68, 1968-69, 1969-70
- ディヴィジオン・ドゥ : 1962-63
- クープ・ドゥ・フランス : 1967-68, 1969-70

### 監督時代
FCジロンダン・ボルドー
- ディヴィジオン・アン : 1983-84, 1984-85, 1986-87
- クープ・ドゥ・フランス : 1985-86, 1986-87

フランス代表
- FIFAワールドカップ : 1998

### 個人
- IFFHS年間最優秀監督 : 1998[2]
- 欧州年間最優秀監督（トンマーゾ・マエストレッリ賞） : 1998
- オンズドール年間最優秀監督 : 1998
- レジオンドヌール勲章シュバリエ : 1998
- レジオンドヌール勲章オフィシエ : 2007